# Timios Stavros (Pelendri)

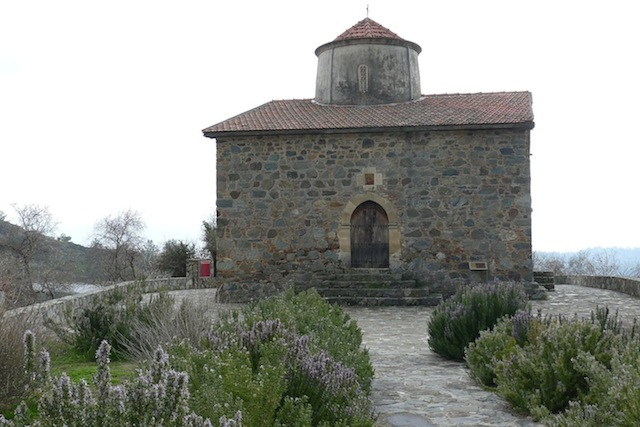
Timios Stavros, Pelendri

Timios Stavros (griechisch Τιμίος Σταυρος) ist ein Kirchengebäude der zyprisch-orthodoxen Kirche auf Zypern. Die Kirche wurde 1985 von der UNESCO als Teil der Weltkulturerbestätte Bemalte Kirchen im Gebiet von Troodos in das UNESCO-Welterbe aufgenommen.

## Beschreibung
Die Kirche liegt in Pelendri im Troodos-Gebirge und ist dem Heiligen Kreuz geweiht.
Die Heilig-Kreuz-Kirche hatte im 13. Jahrhundert nur ein Kirchenschiff, später wurden ein nördliches und ein südliches Seitenschiff hinzugefügt.
Aus diesen Zeiten stammen auch die Fresken. Bei der Darstellung von Mariä Heimsuchung sind die beiden Kinder im Leib ihrer Mütter gezeigt, ein seltenes Detail in der byzantinischen Kunst.